# Frank Sturgis
Frank Anthony Sturgis (nacido Frank Angelo Fiorini) (Norfolk, 9 de diciembre de 1924-Miami, 4 de diciembre de 1993) fue uno de los "merodeadores" de Watergate. Sirvió en el ejército revolucionario de Fidel Castro como Soldado de Fortuna y más tarde entrenó a exiliados cubanos para la Invasión de Bahía de Cochinos.

## Primeros años
Cuando niño, la familia de Frank Fiorini Sturgis se trasladó a Filadelfia. En 1942, Sturgis se enrola en los Marines y , durante la Segunda Guerra Mundial, sirve en el Pacífico.  Dado de baja con honores como Cabo en 1945, se unió a la policía de Norfolk el 5 de junio de 1946.

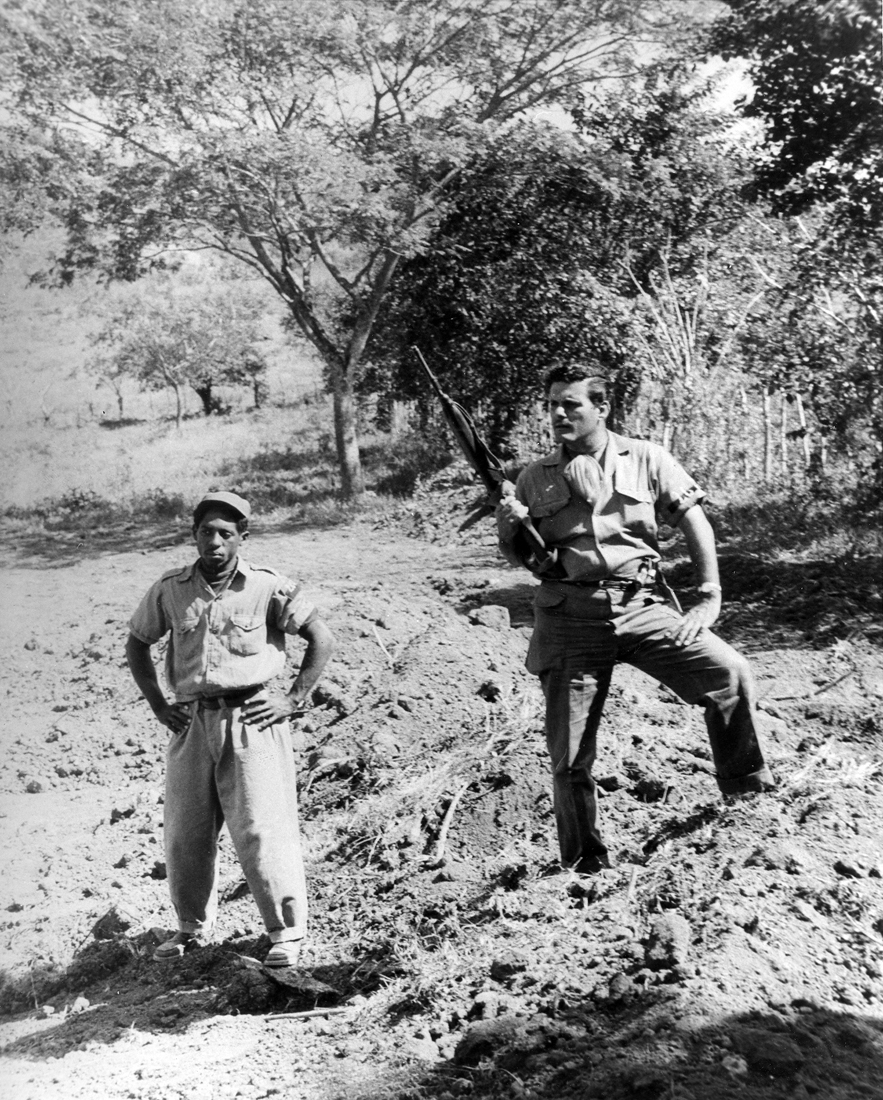
Frank Sturgis sobre una fosa común de la masacre de la Loma de San Juan.

Asistió a un Instituto Profesional antes de convertirse en el administrador de la Whitehorse Tavern. Sirvió en el Ejército (1950-52). Esto fue seguido por un periodo de dueño-administrador del Tophat Nightclub en Virginia Beach. Su familia poseía tierra dedicadas al cultivo de fruta en el área, y mientras estaba en Norfolk, Sturgis asistió a unas pocas clases en la Universidad.

## Entra en Operaciones de Inteligencia
En 1956, Sturgis se traslada a Cuba. Pasó un tiempo en México, Venezuela, Costa Rica, Guatemala, Panamá, y Honduras. Se cree que durante este periodo trabajó como "soldado de fortuna" o de agente a contrato para la CIA, o ambos. Sturgis se involucró en tráfico de armas a Cuba. El 30 de julio de 1958, fue arrestado por posesión ilegal de armas, pero fue liberado sin cargos. Hay evidencias que, durante 1959, estaba en contacto con Lewis McWillie, administrador del Tropicana Casino. Después de que Fidel Castro tomara el control en Cuba, formó la Anti-Communist Brigade. En su libro, Counter-Revolutionary Agent, Hans Tanner afirma que la organización "fue financiada por dueños de hoteles y garitos de apuestas expropiados por la revolución" los cuales operaban en libertad bajo el régimen de Fulgencio Batista.
En 1959, se involucra con Marita Lorenz, quien estaba teniendo un affair con Castro. En enero de 1960, Sturgis y Lorenz toman parte en un intento fallido de envenenar a Castro. Se cree que Sturgis estaba involucrado con la CIA organizando la Invasión de Bahía de Cochinos. Fue miembro de la Operación 40. Más tarde afirmó : 

"este grupo de asesinatos (Operation 40) bajo órdenes , naturalmente , asesinaba a militares o miembros de partidos políticos de países foráneos en lo que se infiltraban , asesinando incluso a miembros propios si se sospechaba que cooperaban con gobiernos extranjeros .. Nos concentrábamos en Cuba en ese tiempo particular "
Frank Sturgis 

El dictor Fidel Castro lo llegó a tildar como "el mejor y más peligroso agente de toda la historia de la CIA".

## Lo involucran en el asesinato de Kennedy
Sturgis se había encontrado con Lee Harvey Oswald en Miami poco antes del asesinato de John F. Kennedy. Buchanan afirmó que Oswald había tratado de infiltrar la Anti-Communist Brigade. Cuando el FBI le preguntó acerca de la historia, respondió que Buchanan había malentendido sus comentarios acerca de Oswald.

"Fuentes en Miami dicen que (Sturgis) está asociado ahora con actividades del crimen asociado ". En su libro , Assassination of JFK (1977), Bernard Fensterwald afirma que Sturgis estuvo muy involucrado en la Mafia, particularmente con actividades de Santos Trafficante y Meyer Lansky en Florida.
De acuerdo a un memo enviado por L. Patrick Gray, Director del FBI, a H. R. Haldeman en 1972

La Comisión Rockefeller del Congreso norteamericano en 1974 investigó a Sturgis y a E. Howard Hunt por sus actividades en 1963 en relación con el asesinato del Presidente John F. Kennedy. La base de esto provino de una figura de la Contracultura, Kerry Thornley, quien creía que había tenido en varias ocasiones conversaciones (1961-63), con Hunt (el cual según Thornley usaba el alias de "Gary Kirstein") respecto a planes para asesinar a John F. Kennedy mientras Thornley vivía en New Orleans. La revista Newsweek publicó fotografías de dos hombres parecidos a Hunt y Sturgis, parados en el Grassy Knoll. El artículo del Newsweek arguyó que el informe oficial dijo que ambos hombres habían sido liberados y que eran sólo "vagabundos del ferrocarril " que encontraban refugio en los vagones cercanos al Montículo de hierba. De acuerdo a Newsweek, fueron liberados sin mayores indagaciones.

### Escándalo de Watergate
El 17 de junio de 1972, Sturgis, Virgilio González, Eugenio Martínez, Bernard L. Barker y James McCord Jr. fueron arrestados mientras instalaban aparatos electrónico de espionaje en las oficinas de campaña electoral del Partido Demócrata localizadas en el complejo Watergate de oficinas en Washington. El número de teléfono de E. Howard Hunt fue encontrado en las libretas telefónicas de los "merodeadores" . Los periodistas encontraron el nexo directo con la Casa Blanca. Bob Woodward, reportero del Washington Post fue informado por un amigo que asesores estrella del Presidente Richard Nixon habían pagado a los merodeadores para obtener información política de sus oponentes políticos.

## Va a la cárcel y últimos años

### Cárcel
En enero de 1973, Sturgis, Hunt, Virgilio González, Eugenio Martínez, Bernard L. Barker, Gordon Liddy y James W. McCord fueron convictos por conspiración, violación de morada y espionaje electrónico. En prisión, Sturgis dio una entrevista a Andrew St. George: 

" Yo jamás saldré vivo de esta carcel si lo que discutimos acerca de Watergate no permanece como secreto entre nosotros . Si usted intenta publicar lo que le dije , soy hombre muerto."
Entrevista de Frank Sturgis a Andrew St. George

### Guerra de entrevistas
El artículo de St. George fue publicado en True Magazine en agosto de 1974. Sturgis afirmaba que los intrusos de Watergate habían sido instruidos para buscar un documento en particular en las oficinas del Partido Demócrata. Este era un "Memorandum secreto del Gobierno de Castro" que incluía detalles acerca de las Operaciones encubiertas de la CIA. Sturgis dijo que "el gobierno de Castro sospechaba que la CIA no contaba toda la verdad acerca de sus operaciones a los líderes políticos de esa nación". En 1976, dio otra serie de entrevistas en las que afirma que Kennedy fue asesinado por un complot orquestado por Castro y el Che Guevara. De acuerdo a Sturgis, Lee Harvey Oswald trabajaba encubierto en Estados Unidos como agente cubano. La CIA de tanto en tanto ha tratado de hacer valer esa versión de los hechos. En noviembre de 1977, Marita Lorenz dio una entrevista a New York Daily News en la cual afirma que un grupo llamado Operación 40, que incluía a Sturgis y Oswald, estaban envueltos en una conspiración para asesinar a ambos, Kennedy y Castro.

### Comienzan las demandas
En agosto de 1978, Victor Marchetti publicó un artículo acerca del asesinato de John F. Kennedy en el periódico del Liberty Lobby , Spotlight. Marchetti argumentaba que el House Special Committee on Assassinations (HSCA) había obtenido un memo de 1966 de la CIA que revelaba que Sturgis, E. Howard Hunt y Gerry Patrick Hemming habían estado involucrados en un complot para asesinar a Kennedy. El artículo incluía la historia de que Marita Lorenz había provisto información para este complot. Ese mes, Joseph Trento y Jacquie Powers escribieron una historia similar para el Sunday News Journal. El House Select Committee on Assassinations decidió no hacer público este memo ligando a agentes de la CIA al asesinato de Kennedy. Hunt tomó acciones legales contra Liberty Lobby y en diciembre de 1981 ganó US $650,000 por daños. El Liberty Lobby apeló a la Corte de Apelaciones de Estados Unidos. Afirmaron que el Fiscal de Hunt, Ellis Rubin, había ofrecido información errónea acerca de la Ley de Difamación. El panel de tres jueces asintió y se hizo un nuevo juicio. Esta vez Mark Lane defendió al Liberty Lobby contra la acción de Hunt y fue sobreseído.

### La Corte falló a favor de los que acusaron a la CIA
Lane descubriría las fuentes de Marchetti. La principal fue William Corson. También salió a la luz que Marchetti había consultado a James Angleton y Alan J. Weberman antes de publicar el artículo. Como resultado de la declaración de David Atlee Phillips, Richard Helms, G. Gordon Liddy, Stansfield Turner y Marita Lorenz, además de un interrogatorio cruzado de Lane a Hunt, el jurado decidió en enero de 1995 que Marchetti no era culpable del libelo al afirmar que Kennedy había sido asesinado por personas que trabajaban para la CIA.

### Lo acusan de disparar contra Kennedy
Lorenz también testificó ante el House Select Committee on Assassinations, dijo que Sturgis había sido uno de los hombres que había disparado a Kennedy en Dallas. Sturgis testificó que se había involucrado en varias "aventuras" relacionadas con Cuba, las cuales creía organizadas y financiadas por la CIA. Sturgis negó haber estado involucrado en el asesinato de Kennedy; testificó que ese día había estado en Miami, lo que fue confirmado por su esposa y el sobrino de ella. El House Committee rechazó el testimonio de Lorenz, por no poder ser comprobado por otra fuente independiente.

## Muerte
Sturgis murió el 4 de diciembre de 1993 de cáncer de pulmón.
En enero de 2004, Hunt dio una entrevista grabada con su hijo, Saint John Hunt, alegando que Lyndon Baines Johnson fue el instigador del asesinato de Kennedy, y que fue organizado por Sturgis, Cord Meyer, David Atlee Phillips y David Sánchez Morales.